# Bartolommeo Berrecci
Bartolommeo Berrecci, Bartolomeo Berecci (ur. ok. 1480 w Pontassieve koło Florencji, zm. w sierpniu 1537 w Krakowie) – włoski architekt i rzeźbiarz okresu renesansu, działający na dworze króla polskiego Zygmunta I Starego.

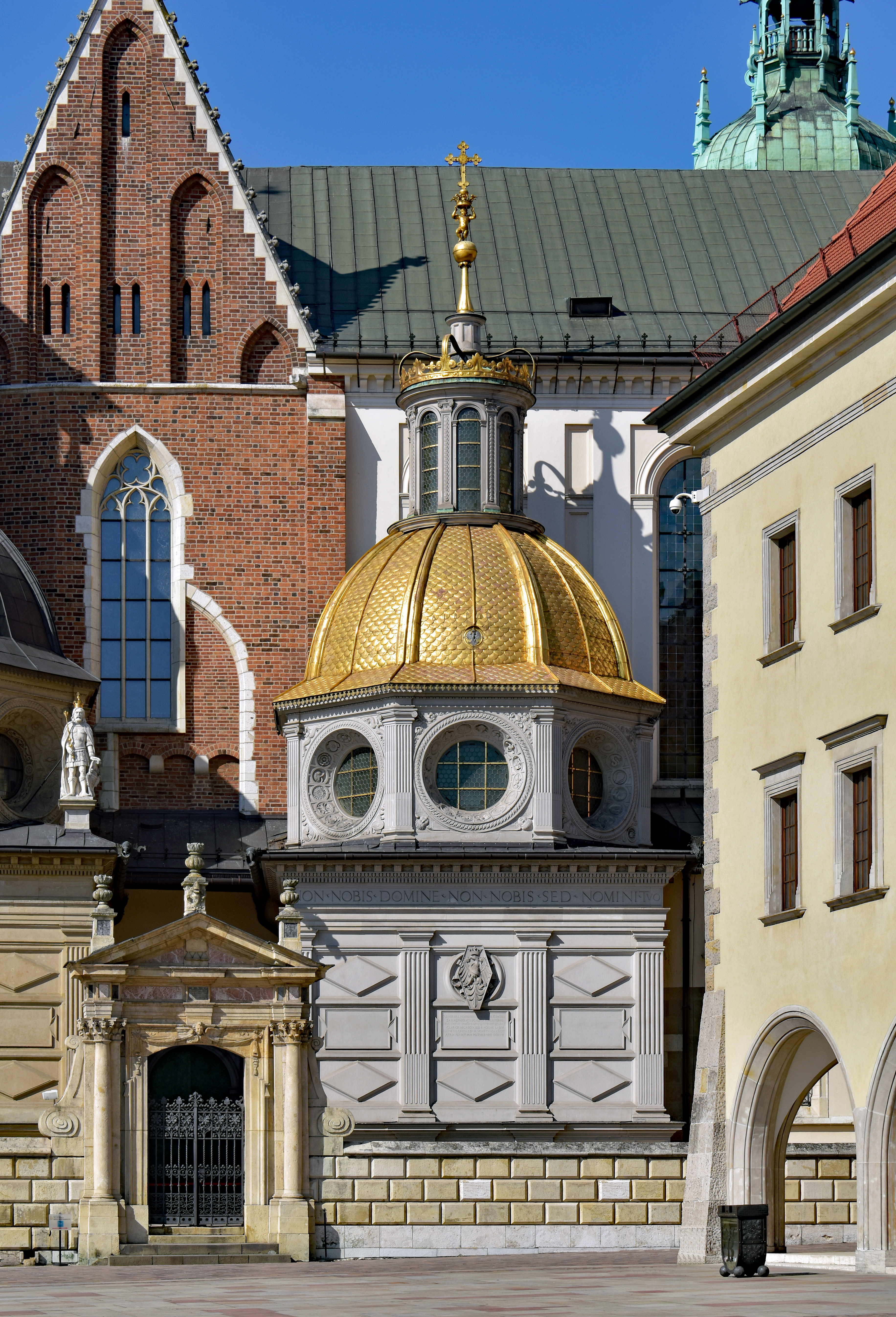
Kaplica Zygmuntowska z lat 1519–1533

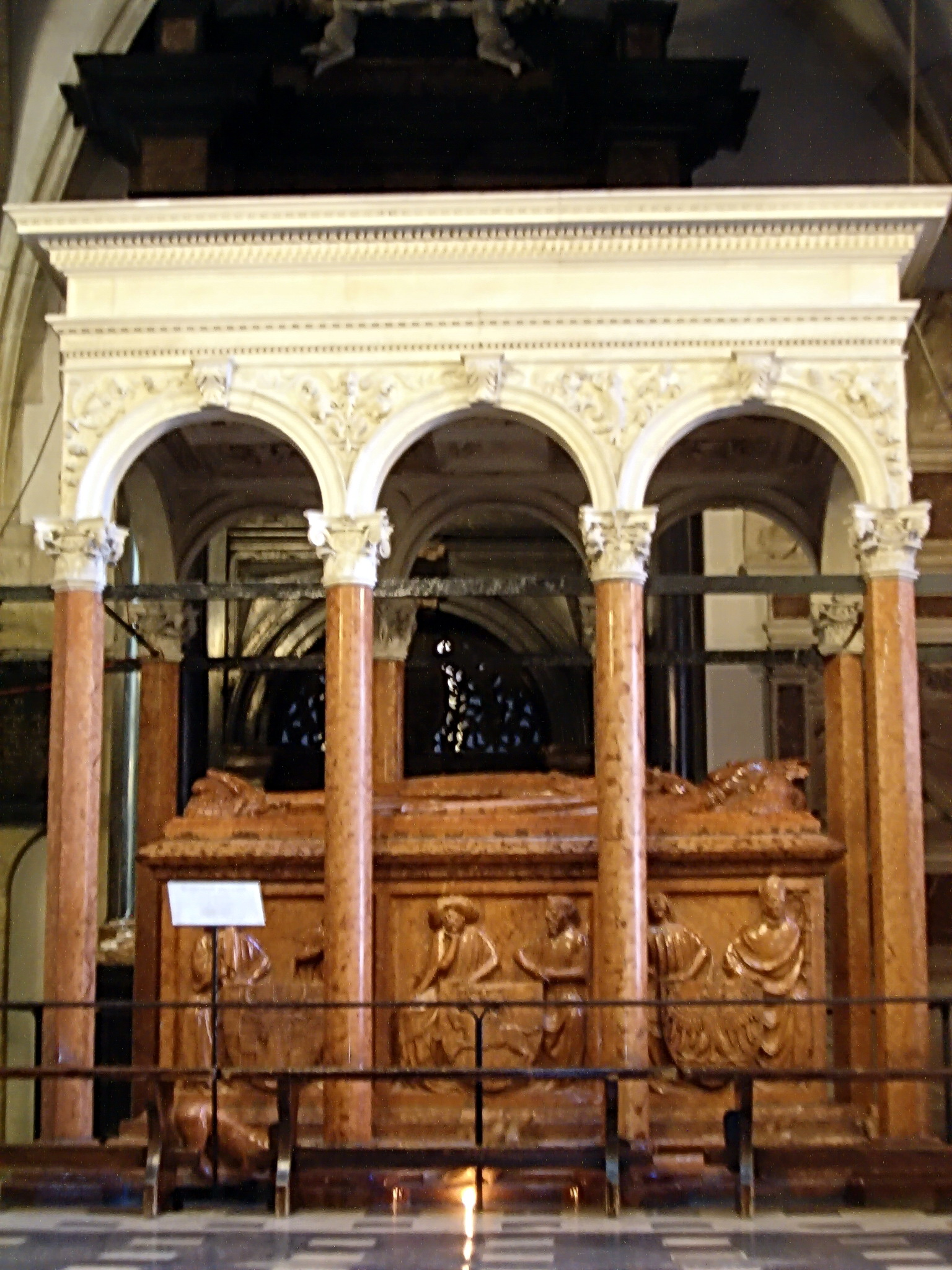
Baldachim nad nagrobkiem Władysława II Jagiełły z lat 1519–1524

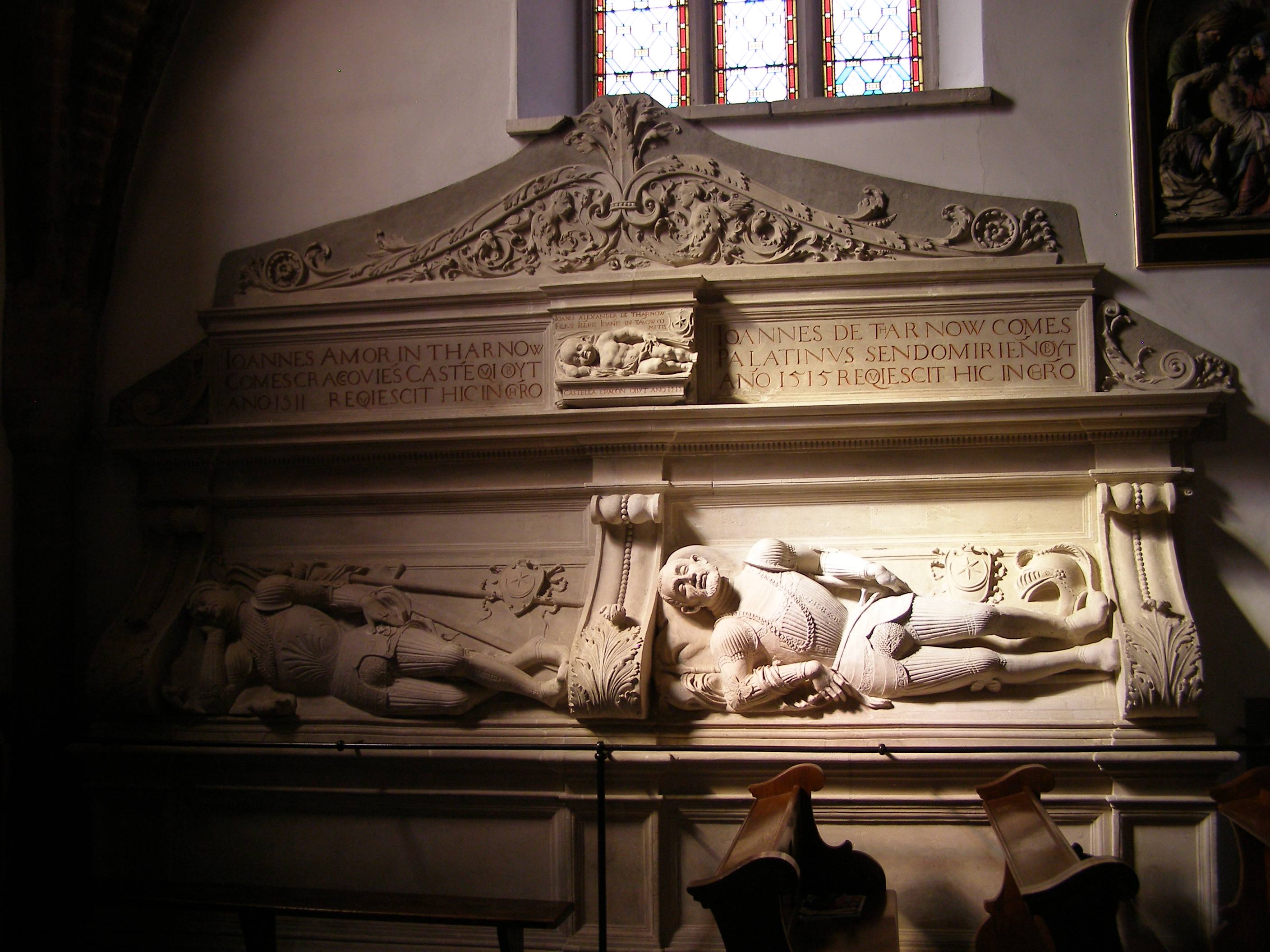
Nagrobek trzech Janów w Tarnowie

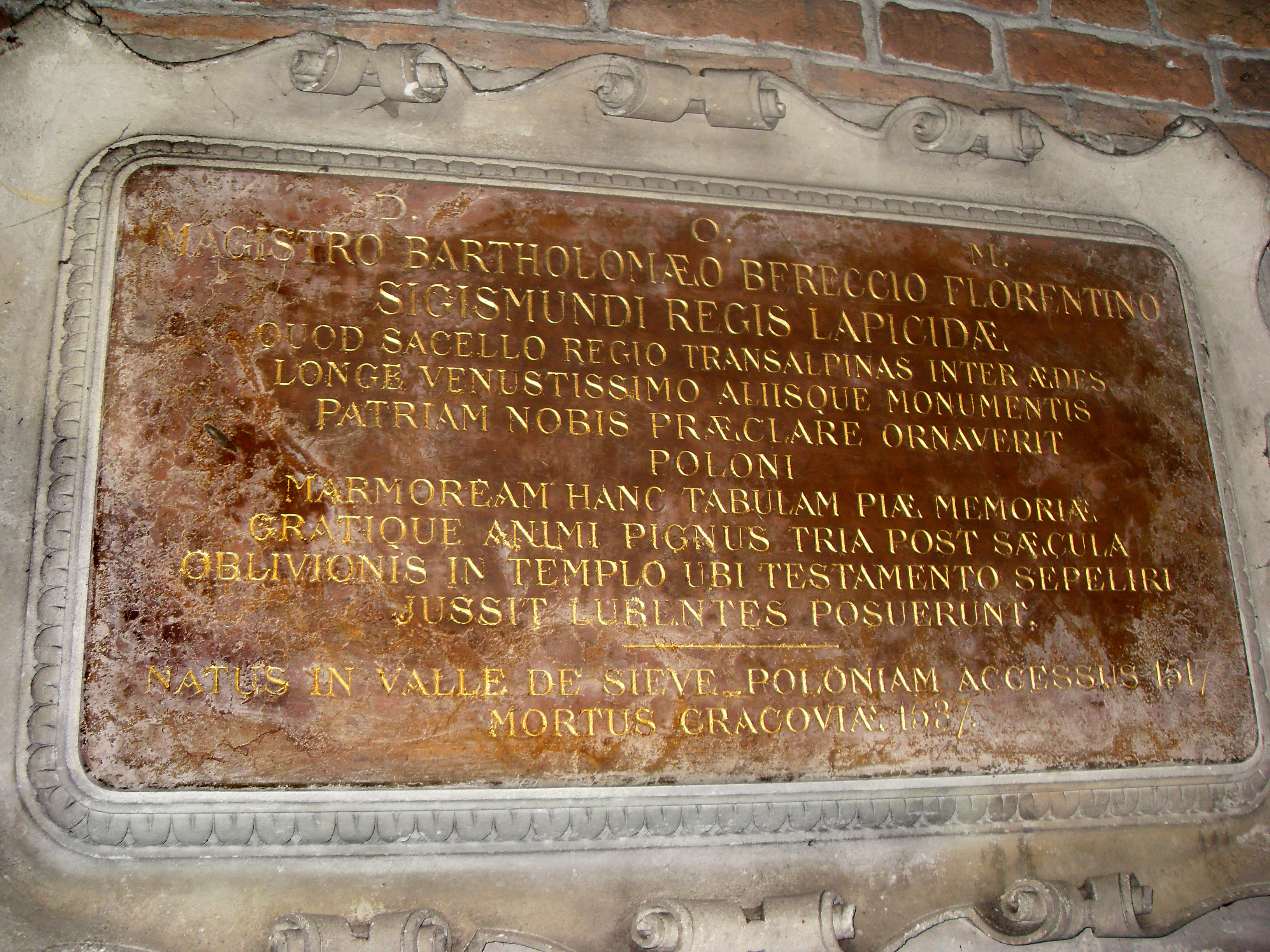
Epitafium B. Berrecciego w kościele Bożego Ciała w Krakowie

## Życiorys
Przypuszczalnie kształcił się u rzeźbiarza florenckiego Andrea Ferrucciego (lub u jego uczniów). Został sprowadzony do Polski około roku 1516 przez prymasa Jana Łaskiego. W 1528 roku otrzymał obywatelstwo miasta Kazimierza, a od 1533 roku pełnił funkcję rajcy miejskiego. Przejął krakowski warsztat rzeźbiarsko-kamieniarski Franciszka Florentczyka (zm. 1516), wraz z grupą zatrudnionych tam włoskich artystów (Bernardinus de Gianottis, Giovanni Cini ze Sieny, Mikołaj Castiglione, pięciu członków rodziny Soli). Wykonywał zamówienia m.in. w Krakowie, Niepołomicach, Poznaniu, Tarnowie. Dorobił się w Polsce znacznego majątku, był właścicielem sześciu krakowskich kamienic, dwóch kramów sukiennych, placów oraz cegielni za miastem. Ożenił się z Małgorzatą Szelągówną, a następnie z Dorotą Czarnowoyską. Zginął zamordowany przez innego Włocha przed pałacem „Pod Baranami” w Krakowie. Zgodnie ze swoją prośbą został pochowany w podziemiach kaplicy św. Anny przy kościele Bożego Ciała na krakowskim Kazimierzu. W 2009 r. Rada Miasta Krakowa uhonorowała artystę nazwą skweru w rejonie ulic Starowiślnej i Dajwór na krakowskim Kazimierzu.

## Realizacje
- Najważniejszym dziełem Berrecciego w Polsce jest nagrobna kaplica króla Zygmunta Starego w katedrze wawelskiej (1519[2]–1533); stanowi ona jedno z najwybitniejszych dzieł włoskiego Renesansu w Polsce (kilkadziesiąt lat później dodano posąg Zygmunta Augusta i nagrobek Anny Jagiellonki).

Inne prace:
- rozbudowa zamku na Wawelu
- rozbudowa zamku w Niepołomicach
- ganek wewnętrzny i balkon zewnętrzny kościoła Mariackiego w Krakowie z około 1520 roku
- pomnik nagrobny biskupa krakowskiego Jana Konarskiego w katedrze na Wawelu z roku 1521
- pomnik nagrobny biskupa Jana Lubrańskiego w katedrze w Poznaniu z lat 1522–1525
- baldachim do nagrobka króla Władysława Jagiełły wykonany przed 1524 rokiem
- pomnik (tylko rzeźba, oprawa architektoniczna Jana Marii Padovano) Barbary z Tęczyńskich Tarnowskiej (warsztat Berecciego) w katedrze w Tarnowie z około 1530.
- pomnik nagrobny biskupa krakowskiego Piotra Tomickiego (zm. 1535) w katedrze na Wawelu z lat 1532–1533
- Willa Decjusza w Woli Justowskiej (udział przypuszczalny)
- pomnik nagrobny Mikołaja Szydłowieckiego w farze w Szydłowcu (zm. 1525), syna Stanisława Szydłowieckiego.